# Бишофрода
Бишофрода (њем. Bischofroda) општина је у њемачкој савезној држави Тирингија. Једно је од 61 општинског средишта округа Вартбург. Према процјени из 2010. у општини је живјело 713 становника. Посједује регионалну шифру (AGS) 16063008.

## Географски и демографски подаци
Бишофрода се налази у савезној држави Тирингија у округу Вартбург. Општина се налази на надморској висини од 225 метара. Површина општине износи 10,0 km².

## Становништво
У самом мјесту је, према процјени из 2010. године, живјело 713 становника. Просјечна густина становништва износи 71 становника/km².